# Jérez del Marquesado (kommun)
Jérez del Marquesado är en kommun i Spanien.   Den ligger i provinsen Provincia de Granada och regionen Andalusien, i den södra delen av landet, 400 km söder om huvudstaden Madrid. Antalet invånare är 1 061. Arean är 82 kvadratkilometer. Jérez del Marquesado gränsar till Albuñán, Valle del Zalabí, Alquife, Lanteira, Bérchules, Trevélez, Güéjar-Sierra, Lugros och Cogollos de Guadix. 
Terrängen i Jérez del Marquesado är kuperad åt nordost, men åt sydväst är den bergig.